# نقش كاراتبه

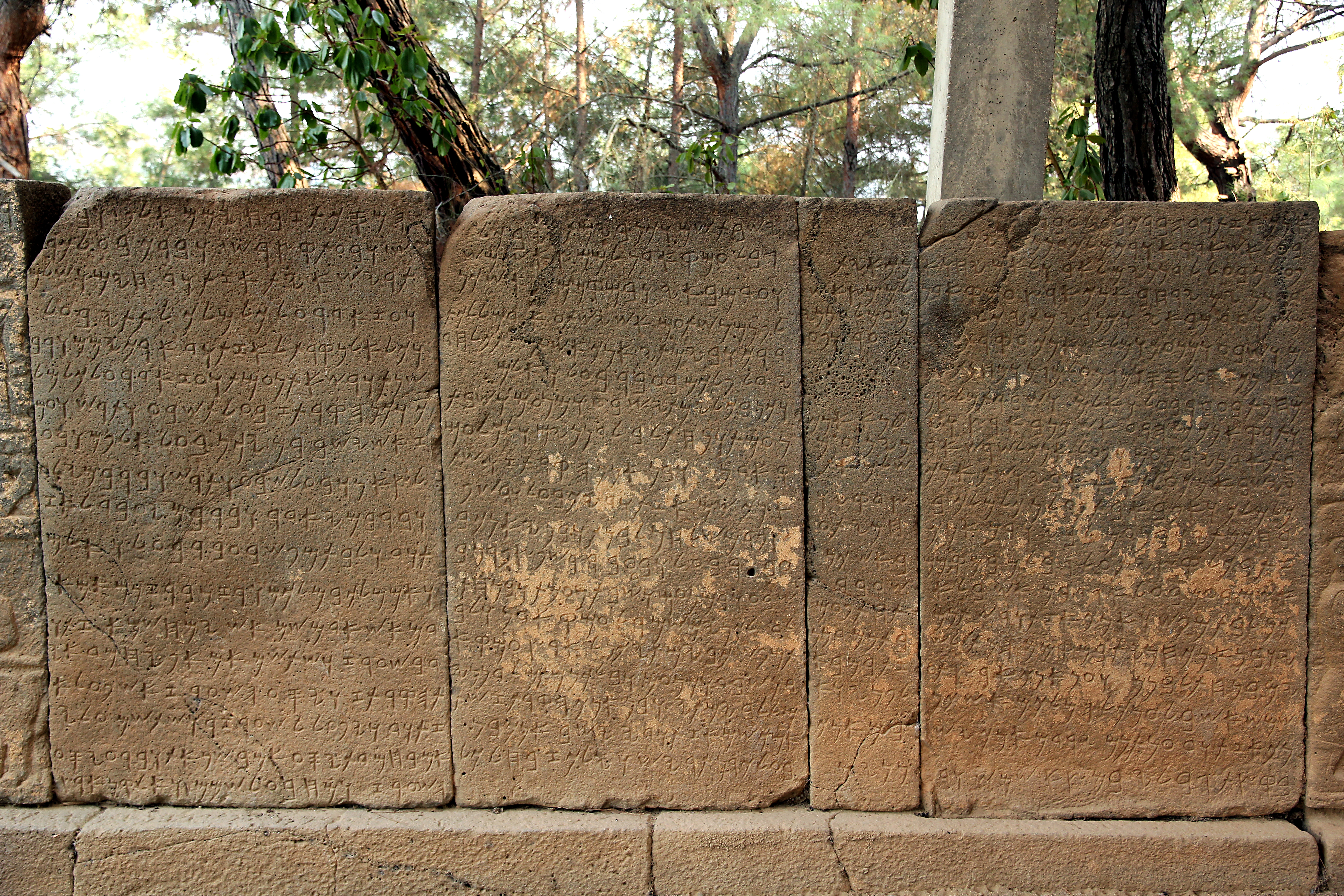
نقوش كارانبه الفينيقية

نقش كاراتبه ثنائي اللغة هو نقش مزدوج اللغة اكتشفه بوسرت (Helmuth Bossert) عام 1946 م بموقع كاراتبه في جنوب تركيا، يتألف النقش من قسمين الأول فينيقي والثاني لوفي

## الاكتشاف
اكتشفت مدينة ازاتيواتايا Azatiwataya مقرّ الملك ازاتيوادا Azatiwada ونقبت عام 1946م من قبل بوسرت و هالت تشامبل و الكيم (Uluğ Bahadır Alkım ). كشف حينها عن بوابتين ضخمتين عليهما تشكيلات من النحت النافر ونقوش عديدة. لم تكن حينها اللغة والكتابة الهيروغليفية اللوفية معروفة بعد، ومع ذلك تعرف المنقبين على الازدواجية اللغوية للنقوش، وساعدت اللغة الكنعانية الفينيقة المقروءة حينئذ بفك رموز الكتابات اللوفية، ونشرت قراءة وترجمة النقوش النهائية عام 2000 م 

## محتوى النقش

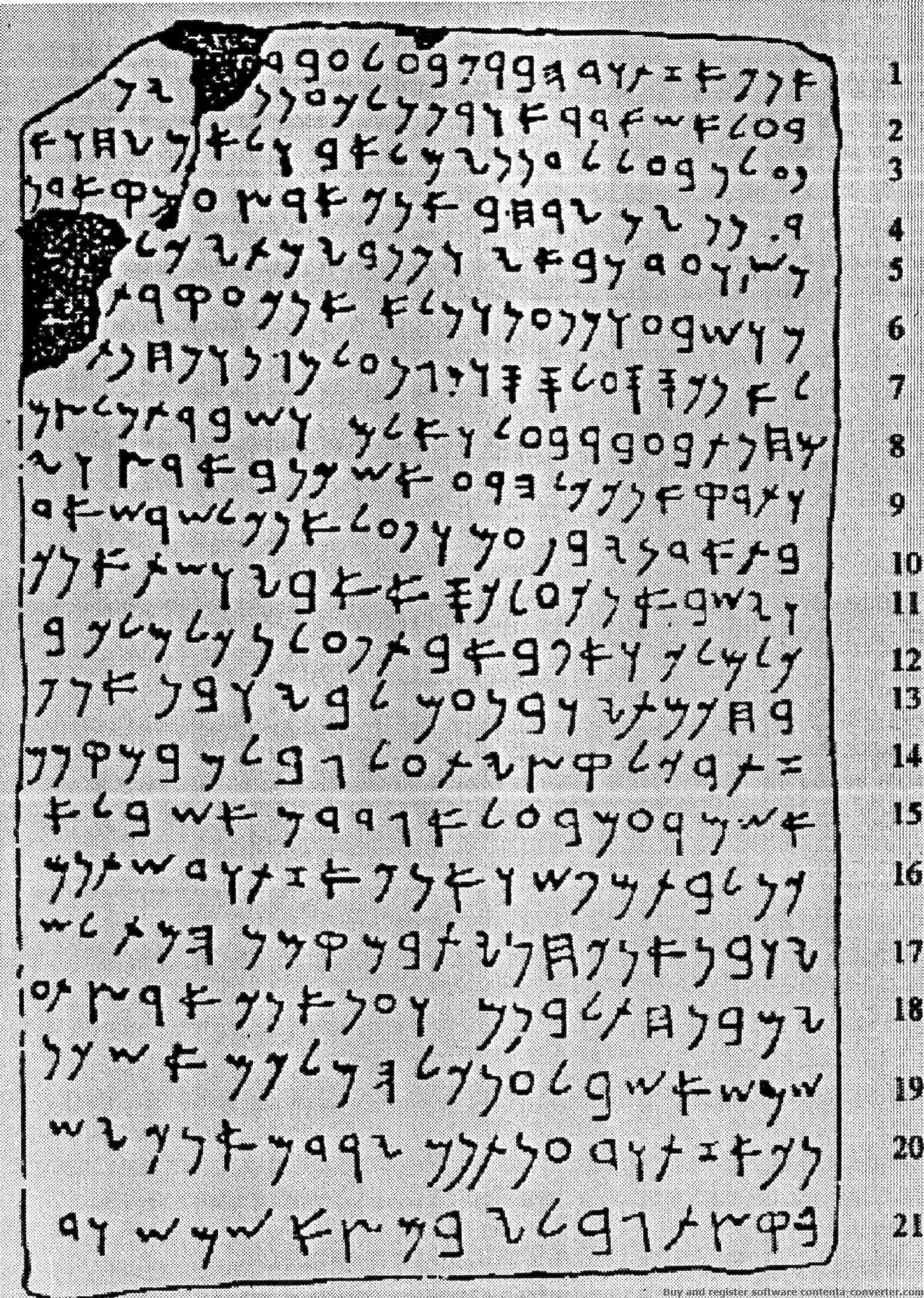
نموذج من شكل الخط في النقش

كان أزاتيوادا حاكمًا، نصبه أواريكيو (بالأكدي Urikki ) ملك قوء (Qu'e  ) وأضنة في كيليكية وتابع توكولتي- اپلي- إشار. النص هو سيرة ذاتية عن أعمال أزاتيوادا في مملكة أضنة، إذ وفقًا للنص يحتفي بمنصبه خليفة لأوريكو، ومنه يُستنتج أن حكم أزاتيوادا بدأ في عهد أواريكو (738 -732 ق.م) ودان حتى بداية القرن السابع ق.م. ويرجح إنشاء النقش في الفترة بعد وفاة أواريكو (بعد 709 قبل الميلاد). كذلك تشي التحليلات الأسلوبية لكل من النص الفينيقي والهيروغليفية بهذا التاريخ. 
يتقاطع النص مع ما ورد في النقش على نصب شينيكوي، وكما اوريكي ينسب ازاتيوادا نفسه لسلالة الرائي موبسوس، إذ يرد في القسم (ب) السطر 14- 15 نسبه "لبيت مفش"

## نص النقش
يتكون النص من أربع أقسام متكاملة في بعض منها عيوب صعبة القراءة. درس النقش الفينيقي وترجمه إدوارد ليبيسكي (Edward Lipiński)

### القسم (أ)
| ترجمة النص | نقحرة النص |
| --- | --- |
| 1. انا ازتود. مُبارك بعل. خادم 2. بعل الذي قدّر اورك ملك دنن 3. جعلني بعل للدننين أبًا وأمًا. أحييت أنا ما 4. للدننين. رَحَّبتُ أنا أرض سهل ادن من مخرج 5. الشمس لمغيبها وكان بأيامي كل نِعم للدننين 6. وشبع ووفرة. وملأت انا عقارات فعر وجعلت 7. أنا فرسًا إلى فرس ومجنًا إلى مجن وجيشًا إلى 8. جيش. بمشيئة بعل والآلهة. وحطمت الخارجيين 9. وأزهقتُ أنا كل شر كان بالأرض. وزودتُ أنا 10. بيت سيدي بالنِعم. وجعلت أنا لأصول سيدي نِعم 11. وأجلستها أنا على عروش آبائها. وأقمتُ أنا سلمًا مع 12. كل ملك. وحتى الآباء. حسبني كل ملك لشرعيتي 13. ولحكمتي ولنعِم لُبي. وبنيت أنا حاميات قوية 14. بكل أقاصي المناطق والمقامات التي كان 15. فيها أشرار وأرباب العصابات الذين لم يخدم 16. أي منهم بيت مفش. وأنا ازتود وضعتهم تحت قدمي 17. وبنيت أنا حاميات بالمقامات تلك ليسكن الدننين 18. براحة ألباب وأخضعتُ أنا أراضٍ عزيزة بمغرب 19. الشمس التي لم يخضعها كل الملوك الذين قبلي 20. و أنا ازتود أخضعتها. أنزلتهم أنا. أسكنتهم أنا 21. بأقصى مناطقي بمخرج الشمس والدننين | 1. انك ازتود هبرك بعل عبد 2. بعل اش ادر اورك ملك دننيم 3. فعلن بعل لدننيم لاب ولام يحو انك ايت 4. دننيم يرحب انك ارص عمق ادن لممصا ش 5. مش وعد مباي وكن بيمتي كل نعم لدنني 6. م وشبع ومنعم وملا انك عقرت فعر وفع 7. ل انك سس عل سس ومجن عل مجن ومحنت عل 8. محنت بعبر بعل والم وشبرت ملصم 9. وترق انك كل هرع اش كن بارص ويطنا انك 10. بت ادني بنعم وفعل انك لشلرش ادني نعم 11. ويشب انك عل كيسا ابي وشت انك شلم ات 12. كل ملك واف بابت فعلن كل ملك بصدقيو 13. بحكمتي وبنعم لبي وبن انك حميت ع 14. زت بكل قصيت عل جبلم بمقمم باش كن 15. اشم رعم بعل اججدم اش بل اش عبد 16. كن لبت مفش وانك ازتود شتنم تحت فعم 17. ي وبن انك حميت بمقمم همت لشبتنم دنن 18. يم بنحت لبنم وعن انك ارصت عزت بمبا 19. شمشم اش بل عن كل هملكم اش كن لفني وا 20. نك ازتود عنتم يردم انك يشبم انك 21. بقصت جبلي بمصا شمش ودننيم |

### القسم (ب)
| ترجمة النص | نقحرة النص |
| --- | --- |
| 1. أسكنتهم وكانوا بأيامي بكل 2. مناطق سهل ادن لمخرج الشمس 3. ومغيبها وبالمقامات التي كانت 4. لهم مخيفة حيث يخاف الآدمي السير 5. بالدرب وبأيامي أنا أمكن للأنثى السير وحدها 6. مع مغزلها. بمشيئة بعل والآلهة 7. وكان بكل أيامي شبع ووفرة وسكن 8. طيب وراحة لُب لدننين ولكل سهل 9. ادن وبنيت أنا المدينة هذه ومنحتها 10. أنا اسم ازتودي. لأن بعل ورشف 11. العِجلان أرسلاني لبنائها. وبنيتها أنا 12. بمشيئة بعل وبمشيئة رشف العِجلان 13. بشبع وبوفرة وبسكن طيب وبراحة 14. لُب لتكون محرسًا لسهل ادن ولبيت 15. مفش. لأن بأيامي كان لأرض سهل 16. ادن شبع ووفرة ولم يكن مُتململًا بين الدننين 17. بأيامي .وبنيت أنا المدينة هذه ومنحتها 18. أنا اسم ازتودي. أسكنتُ أنا بها 19. بعل كرنتريش وحضرت ذبائح لكل | 1. يشبت شم وكن بيمتي بكل 2. جبل عمق ادن لممصا شمش 3. وعد مباي وبمقمم اش كن 4. لفنم نشتعم اش يشتع ادم للكت 5. درك وبيمتي انك اشت تك لحد 6. ي جل فلكم بعبر بعل والم 7. وكن بكل يمتي شبع ومنعم وشبت 8. نعمت ونحت لب لجننيم ولكل عم 9. ق ادن وبن انك هقرت ز وشت 10. انك شم ازتودي ك بعل ورشف 11. صفرم شلحن لبنت وبني انك ب 12. عبر بعل وبعبر رشف صفرم ب 13. شبع وبمنعم وبشبت نعمت وبنحت 14. لب لكني مشمر لعمق ادن ولب 15. تمفش ك بيمتي كن لارصي عمق ا 16. دن شبع ومنيم وبعل كن متم لدنني 17. م لل بيمتي وبن انك هقرت ز شت 18. انك شن ازتودي يشب انك بن 19. بعل كرنتريش ويلك زبح لكل |

### القسم (ج)
| ترجمة النص | نقحرة النص |
| --- | --- |
| 1. المسبوكات. ذبيحة أيام، ثور. وخاروف للبذار 2. وخاروف للكروم. وبارك سيد 3. كرنتريش ازتود بالحياة والسلامة 4. وبعزٍ قادر على كل ملك. ليعطي سيد كرنتريش 5. وكل آلهة المدينة لازتود طول الأيام وكثير 6. السنوات ودفقات النِعم وعز قادر على كل ملك 7. ولتكن المدينة هذه سيدة شبع ونبيذ والشعب 8. هذا الذي يسكن بها يكون سيد بقر وسيد 9. ظأن وسيد شبع ونبيذ. وبكثرة ليلد 10. وبكثرة ليقدر وبكثرة ليخدم 11. لازتود وبيت مفش.بمشيئة بعل والآلهة 12. وإن ملك بين الملوك وأمير بين الأمراء وإن 13. آدمي له اسم آدمي يمحي اسم ازتود 14. بالبوابة هذه ويضع اسمه. وإن يشتهي 15. المدينة هذه ويشلع البوابة هذه التي صنعها 16. ازتود أو يحولها لبوابة أخرى ويضع اسمه عليها 17. إن بشهوة يشلعها. إن بشنأ وبحقد يشلع 18. البوابة هذه. ليمحي سيد السموات والإله الذي في الأرض 19. وشمش الأبدي وكل دائرة أبناء الآلهة مملكته وذلك الملك وذلك | 1. همسكت زبح يمم الف وب[عتح]رش 2. ش وبعت قصر ش وبرك بعل كر[ن] 3. تريش ايت اتود حيم وشلم 4. وعز ادر عل كل ملك لتت بعل كرنتريش 5. وكل الن قرت لازتود ارك يمم ورب 6. شنت ورشات نعمت وعز ادر عل كل مل 7. ك هقرت ز بعلت شبع وترش وعم 8. ز اش يشب بن يكن بعل الفم وبع 9. ل صان وهبعل شبع وترش وبربم يلد 10. وبربم يادر وبربم يعبد لاز 11. تود ولبت مفش بعبر بعل والم 12. وام ملك بملكم ورزن برزنم وام ا 13. دم اش ادم شم اش يمح شم ازتو 14. د بشعر ز وشت شم اماف يحمد اي 15. ت هقرت ز ويسع هشعر ز اش فعل ا 16. زتود ويفعل لشعر زر وشت شم علي 17. ام بحمدت يسع ام بشنات وبرع يسع 18. هشعر ز ومح بعل شمم وال قن ارص 19. و شمش علم وكل در بن الم ايت همملكه ها وايت هملك ها وايت |

### القسم (د)
| ترجمة النص                                                                      | نقحرة النص                                                     |
| ------------------------------------------------------------------------------- | -------------------------------------------------------------- |
| 1. الآدمي الذي له اسم آدمي. فقط 2. اسم ازتود ليكن للأبد كما اسم 3. الشمس والقمر | 1. ادم ها اش ادم شم افس 2. شم ازتود يكن لعلم كم شم 3. شمش ويرح |

## أنظر كذلك
- ممالك سورحيثية
- نصب شينيكوي